# براوتون إن فيرنس
براوتون إن فيرنس (بالإنجليزية: Broughton-in-Furness) هي بلدة صغيرة تقع في مقاطعة كمبريا شمال غرب إنجلترا. كانت تاريخيًا جزءًا من لانكشاير قبل إعادة تنظيم الحدود، وتبعد حوالي 40 كيلومترًا عن مدينة بارو-إن-فيرنس.

## التاريخ
يعود تاريخ البلدة إلى العصور الوسطى، حيث كانت مركزًا لصناعة الحديد في المنطقة. وقد حصلت على ميثاق ملكي في عام 1575 سمح لها بإقامة سوق أسبوعي لا يزال قائمًا حتى اليوم.

## الجغرافيا
تقع البلدة على أطراف منطقة ليك ديستريكت الوطنية الشهيرة، وتحيط بها مناظر طبيعية خلابة تشمل التلال والوديان، مما يجعلها وجهة شهيرة للسياحة الريفية.

## الاقتصاد
يعتمد اقتصاد براوتون إن فيرنس حاليًا على السياحة والخدمات، مع وجود بعض الأنشطة الزراعية. وتضم البلدة عددًا من المحلات التقليدية والفنادق الصغيرة.

## النقل
تخدم البلدة شبكة محدودة من الحافلات التي تربطها بالمدن القريبة. كانت محطة السكك الحديدية التي تخدم البلدة جزءًا من خط فرع فيرنس لكنها أُغلقت في منتصف القرن العشرين.